# SHUDDUP
『SHUDDUP』（シャダップ）は、SuGメジャー2枚目のミニアルバム。2016年11月2日にポニーキャニオンから発売された。

## 解説
「Shut Up（＝黙れ）」のスラングをタイトルとしたSuGの2枚目のミニアルバム。2016年3月にリリースされた1枚目のミニアルバム『VIRGIN』と対となる位置付けの作品で、“アンチテーゼ"や“アナーキズム"をコンセプトとしたSuG史上最も過激な作品となる。「必要悪」や「ストレス」などといったネガティヴなテーマを取り上げつつも、その根底にはSuGらしいポジティヴな解釈とメッセージが込められている。
ツイキャスで視聴者から歌詞のアイデアを募集した日本テレビ系列『今夜くらべてみました』エンディングテーマ「KILL KILL」や、男子プロバスケットボールリーグ・B.LEAGUEの「パスラボ山形ワイヴァンズ」の公式テーマソング「FLY WYVERNS」を含む全7曲を収録。
「KILL KILL」のMV監督を務めるのは、増田セバスチャン。

## 収録曲

### CD
1. ANARCHY IN THE REAL
2. KILL KILL
ミュージックビデオが制作され、LIMITED EDITIONのDVDに収録される。
3. FLY WYVERNS
「パスラボ山形ワイヴァンズ」の公式テーマソング。
4. WORLD FAMOUS
5. BLOODY MARY
6. ZIG ZAG
7. SCREAM IT LOUDER

### DVD
LIMITED
- 「KILL KILL」Music Video
- 「KILL KILL」Music Video (Band Ver.)
- 「KILL KILL」Music Video Shooting OFFSHOT
- 「絶対にビビってはいけない心霊ビルディング」

## 品番
- LIMITED：PCCA-04440
- STANDARD：PCCA-04441